# Grupo Desportivo de Sesimbra
Il Grupo Desportivo de Sesimbra, meglio noto come Sesimbra o GDS, è una società polisportiva portoghese con sede a Sesimbra. Fondata nel 1947, è attiva in sei diverse discipline sportive. La società ha nell'hockey su pista e nel calcio le due principali sezioni. Nell'hockey su pista ha vinto una competizione europea, la Coppa CERS nel 1981.

## Storia

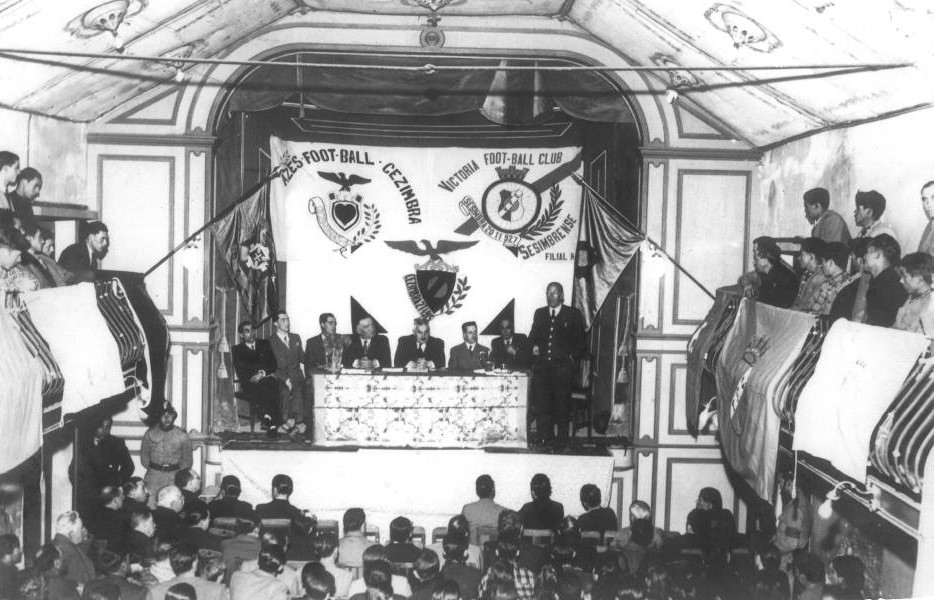
Assemblea per la fondazione del Grupo Desportivo de Sesimbra il 10 agosto 1947.

Il Grupo Desportivo de Sesimbra venne creato il 10 agosto 1947 come risultato della fusione di tre società calcistiche di Sesimbra, l'União Futebol Sesimbra, il Vitória Futebol Clube e l'Ases Futebol Clube. Le tre società che parteciparono alla fusione erano attive non solo nel calcio, ma anche in altre discipline sportive, sebbene con non poche difficoltà, quindi anche al GDS si decise di avere diverse sezioni sportive. Vennero così attivate una sezione di ginnastica, per la quale venne presa in affitto una stanza fornita dalla Santa Casa da Misericórdia, e una sezione di hockey su pista, per la quale venne costruita una pista di pattinaggio. Per dare maggiore solidità alla società e per poter assicurare spazi adeguati per i propri consociati, venne deciso di costruire un palazzo dello sport. La struttura venne inaugurata il 22 aprile 1977 con un'esibizione di ginnastica da parte del Ginásio Clube Português.
Tra le varie sezioni del GDS il calcio ha sempre rappresentato la disciplina di riferimento, e la squadra ha raggiunto il suo apice nel corso degli anni settanta, durante i quali era una presenza fissa nella seconda serie nazionale. La sezione di hockey su pista ha, però, portato alla società il primo successo internazionale, con la conquista della Coppa CERS nel 1981. Anche nella ginnastica la società ha conquistato titoli regionali e nazionali con propri atleti. Varie discipline sportive sono state attivate nel corso degli anni, con la società particolarmente attiva soprattutto a livello di formazione giovanile.

## Sezioni

### Calcio
La sezione calcistica è stata istituita con la fondazione della società nel 1947. La squadra ha giocato nella Segunda Divisão, seconda serie del campionato portoghese per 14 stagioni, delle quali 11 consecutive nel corso degli anni settanta, raggiungendo la propria miglior posizione con un secondo posto nella stagione 1969-1970 a un solo punto dalla promozione in massima serie.

### Hockey su pista
La sezione di hockey su pista ha partecipato alla 1ª Divisão, massima serie del campionato portoghese, nel corso degli anni ottanta, conquistando già al termine della stagione 1980 un posto per le competizioni europee. Alla prima partecipazione alla Coppa CERS, nonché prima edizione della competizione europea, il GDS raggiunse la finale, vincendo il trofeo dopo aver sconfitto gli olandesi del Lichtstad. Negli anni successivi ha partecipato in altre edizioni alla Coppa CERS, senza, però, replicare il successo della prima partecipazione. Dopo i successi degli anni ottanta, il GDS tornò nelle serie inferiori, facendo un paio di ritorni in massima serie negli anni successivi. È attiva anche una sezione femminile.

### Altre sezioni
- Ginnastica
- Judo
- Nuoto
- Pallavolo